# Renicaula pauca
Renicaula pauca är en insektsart som beskrevs av Jennifer M. Cox 1987. Renicaula pauca ingår i släktet Renicaula och familjen ullsköldlöss. Inga underarter finns listade i Catalogue of Life.